# Nikolaj Apollonovič Beleljubskij
Nikolaj Apollonovič Beleljubskij (in russo Николай Аполлонович Белелюбский?, traslitterato anche come Nikolai Belelubsky) (Charkiv, 13 marzo 1845 – Pietrogrado, 4 agosto 1922) è stato un ingegnere e scienziato russo, specializzato nella costruzione di ponti.

## Biografia
Beleljubskij nacque il 13 marzo 1845 a Charkiv, al tempo facente parte dell'Impero russo e oggi seconda più grande città dell'Ucraina, nella famiglia di un importante ingegnere ferroviario. Si diplomò al gymnasium di Taganrog e frequentò quindi l'Istituto di ingegneria ferroviaria di San Pietroburgo, da cui si laureò nel 1867. È ricordato come uno dei migliori studenti dell'istituto, tanto che il suo nome è stato inciso su una placca di marmo e dopo la laurea è rimasto nella scuola come tutor. Nel 1873 fu nominato professore associato di meccanica strutturale, ponti e idraulica dell'istituto e tre anni dopo divenne professore ordinario nella stessa scuola.
Tra i primi lavori sul campo di Beleljubskij vi fu, tra il 1877 e il 1881, la partecipazione alla ristrutturazione dei ponti in legno della linea ferroviaria che collegava Mosca e San Pietroburgo, al tempo conosciuta come Nikolaebskaja dal nome dello zar Nicola I che l'aveva voluta, e la costruzione di un terrapieno alto 49 metri lungo il cosiddetto bypass Vereb'inskij, un'ampia curva lungo la medesima ferrovia nei pressi della stazione di Vereb'e realizzata allo scopo di ridurre la pendenza del tracciato e rendere più agevole il passaggio dei treni.
Tra il 1877 e il 1880 dietro suo progetto fu costruito il ponte Aleksandrovskij, oggi conosciuto anche come ponte Syzranskij, lungo la linea ferroviaria che collegava Zlatoust e Samara. Il ponte attraversa il fiume Volga preso la città di Syzran' e con le sue 13 campate da 107 metri ciascuna raggiunge una lunghezza complessiva di 1483 metri ed è stato per diversi anni il ponte più lungo d'Europa. Durante la progettazione Beleljubskij sviluppò un nuovo metodo per calcolare le luci dei ponti di grandi dimensioni e negli anni successivi il suo metodo entrò nell'uso comune.
Le sue costruzioni erano caratterizzate, oltre che da efficienza e affidabilità, da una continua ricerca di nuove soluzioni tecniche e da una cura per l'estetica. Effettuò diversi studi sui materiali da costruzione e in particolare supportò l'uso del cemento armato per aumentare la luce delle campate dei ponti
Ben presto le sue ricerche e i suoi lavori nel campo della costruzioni di ponti e dello studio dei materiali da costruzione gli conferirono fama internazionale: fu nominato dottore onorario di ingegneria in Germania, membro onorario del Concrete Institute in Gran Bretagna e membro onorario della Société des ingénieurs civils de France.

Suoi progetti furono esposti in diverse fiere internazionali, come la fiera di Edimburgo nel 1890, la Fiera Colombiana di Chicago del 1893, a Stoccolma nel 1897 e in cinque occasioni a Parigi.
Morì il 22 agosto 1922 ed è sepolto al cimitero di Novodevičij a San Pietroburgo.

## Principali opere realizzate

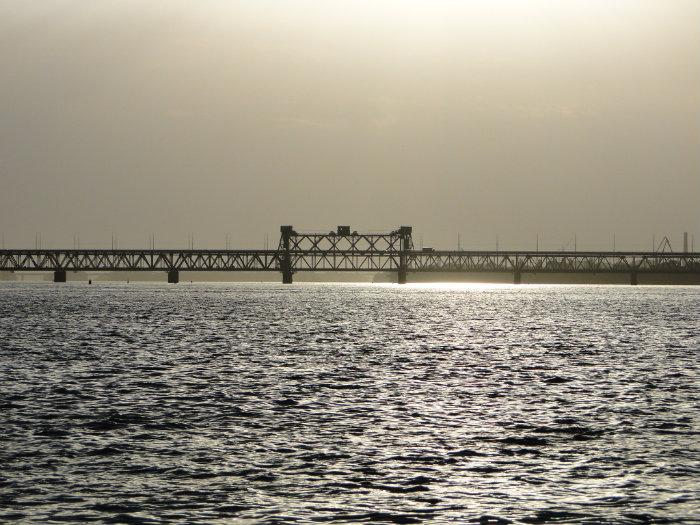
Amur Bridge

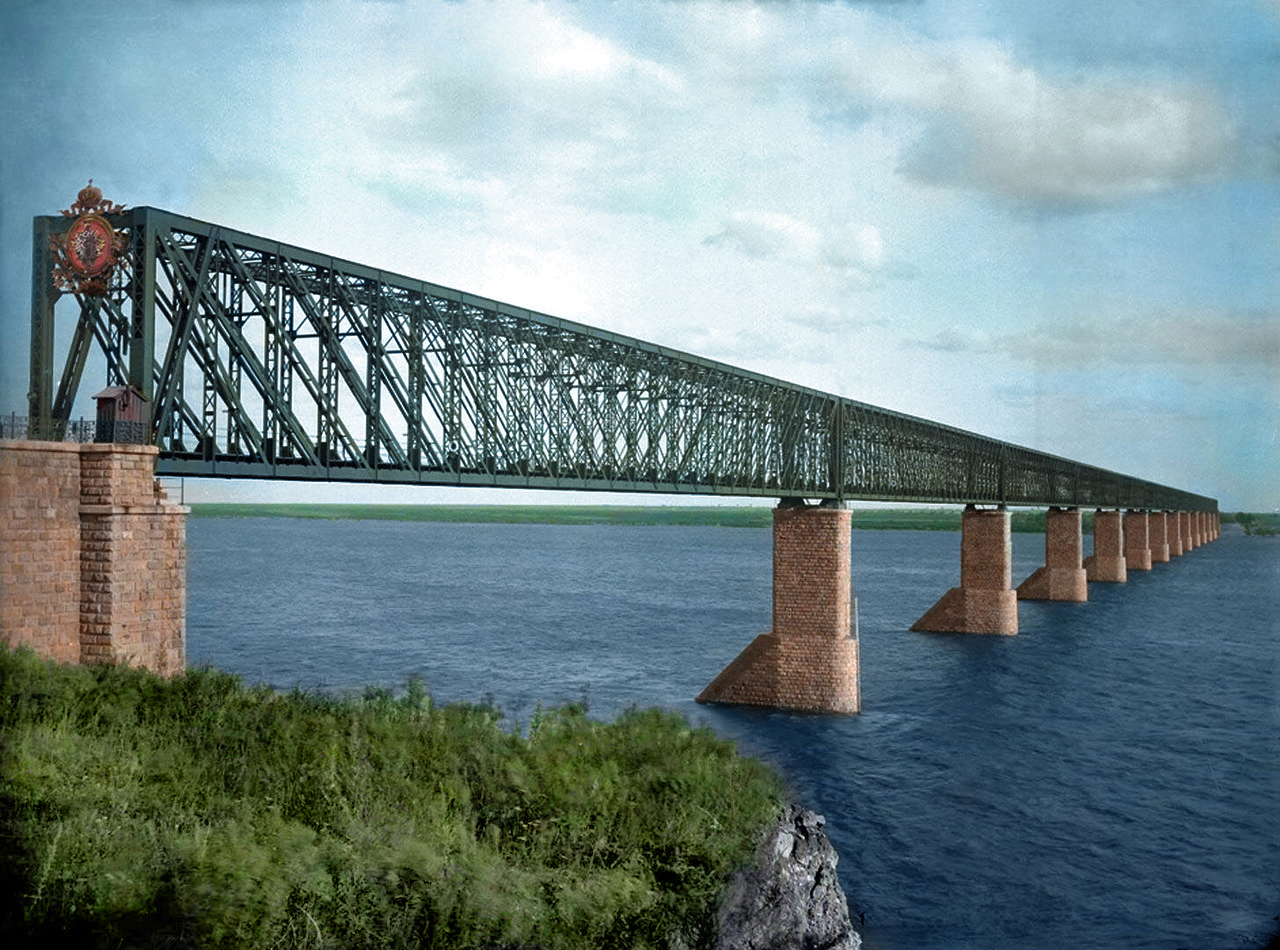
Il ponte Aleksandrovskij sul fiume Volga, oggi conosciuto come ponte Syzranskij, inaugurato nel 1880

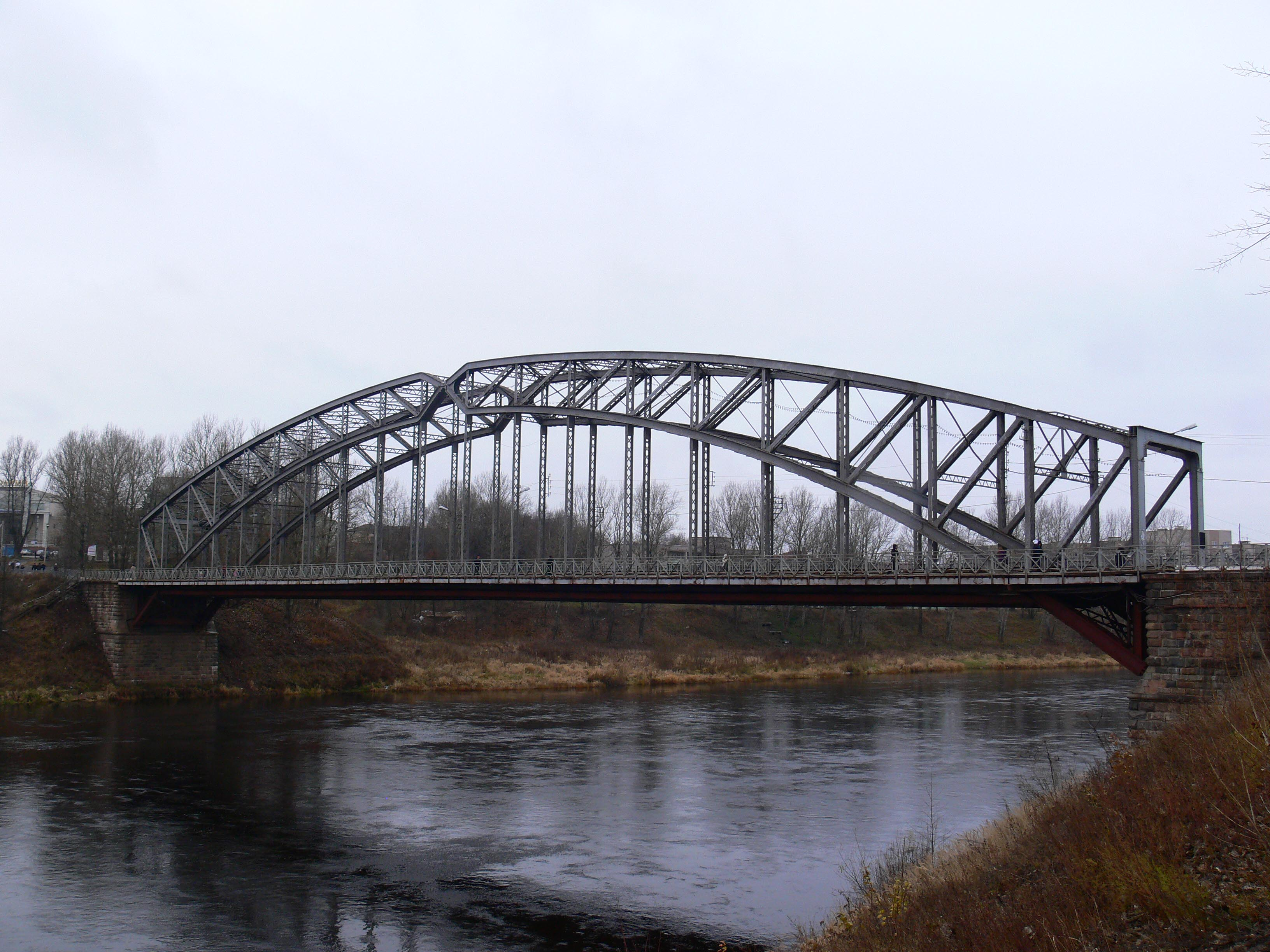
Il ponte Beleljubskogo a Boroviči

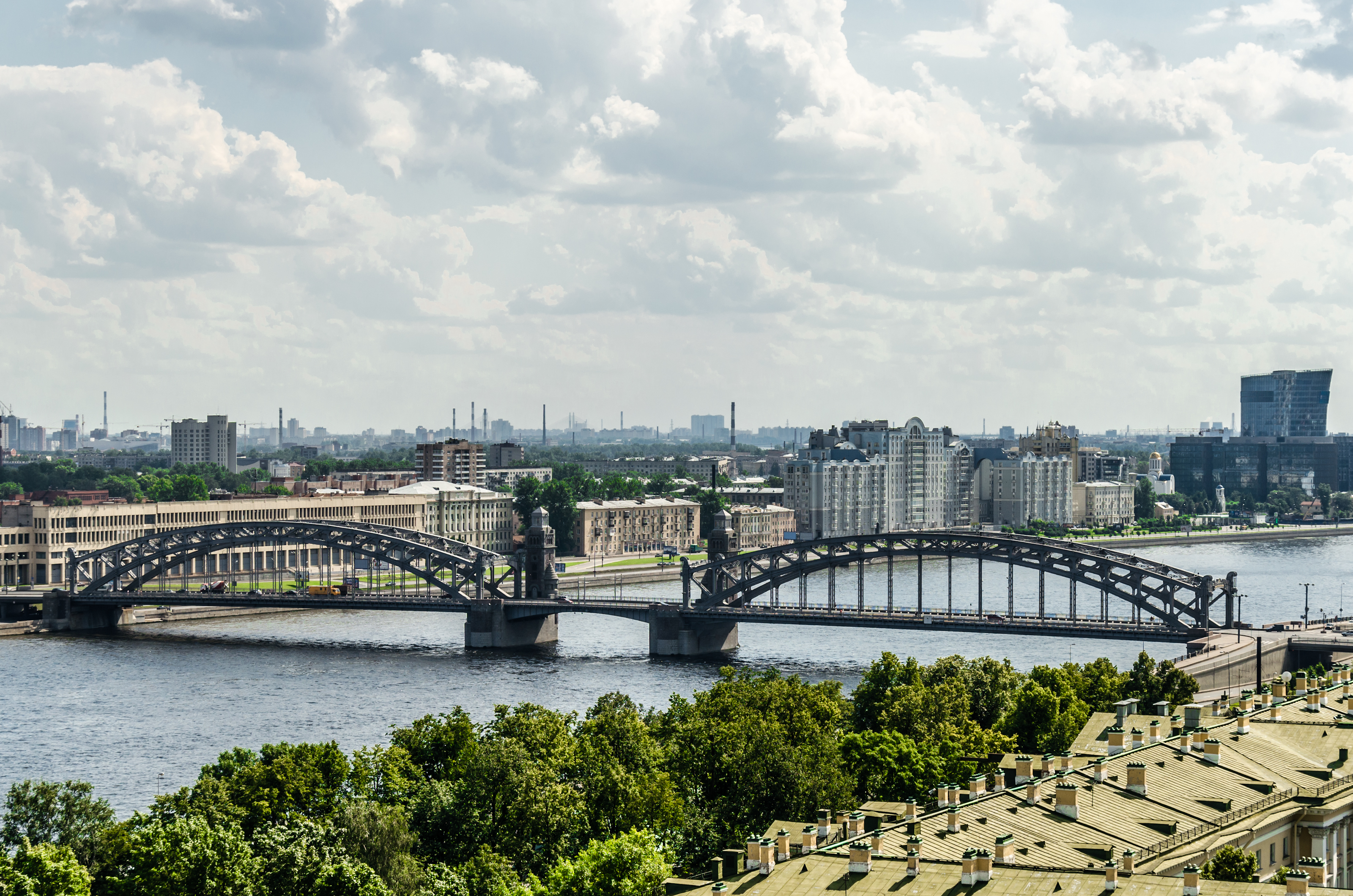
Il ponte Bol'šeochtinskij a San Pietroburgo

Durante la sua carriera Beleljubskij ha progettato oltre 100 ponti sui principali fiumi russi, permettendo lo sviluppo delle ferrovie all'interno del paese. Tra le opere più importanti è possibile citare
- Ponte Aleksandrovskij (in russo Александровский мост?) sul fiume Volga, oggi conosciuto come ponte Syzranskij (in russo Сызранский мост?), inaugurato nel 1880. Al momento della sua costruzione era il primo ponte sulla parte bassa del fiume e il ponte ferroviario più lungo d'Europa
- Ponte Amurskij a Dnipro in Ucraina, inaugurato nel 1884: un ponte di 1395 metri attraverso il fiume Dnepr costituito da due livelli, quello inferiore per il traffico ferroviario e quello superiore destinato a carri e pedoni.[6]
- Ponte ferroviario Ufimskij (in russo Уфимский железнодорожный мост?), ponte ferroviario sul fiume Belaja nei pressi della città di Ufa, terminato nel 1888.[7]
- Ponte Kanjukskij (in russo Канюкский мост?, Kaniūkų tiltas in lituano), ponte stradale sul fiume Nemunas nei pressi di Alytus in Lituania. Costruito in origine come ponte metallico a cinque campate inaugurato nel 1892, fu sostituito nel 1977 da un più moderno ponte a trave.
- Ponte ferroviario di Novosibirsk lungo la ferrovia Transiberiana, il primo ponte ferroviario sul fiume Ob', costruito tra i 1893 e il 1897 e smantellato all'inizio degli anni 2000.[8]
- Ponte Beleljubskogo (in russo Мост Белелюбского?), ponte ad arco sul fiume Msta presso Boroviči inaugurato nel 1905.
- Ponte Rusanovskij (in russo Русановский мост?, in ucraino Русанівський міст?), ponte ad arco sull'omonimo canale del fiume Dnepr a Kiev in Ucraina. Inaugurato nel 1906, venne distrutto dai tedeschi nel 1943 e non fu più ripristinato.
- Ponte Bol'šeochtinskij (in russo Большеохтинский мост?), ponte levatorio sul fiume Neva a San Pietroburgo costruito tra il 1909 e il 1911. Fu parte della commissione per la direzione lavori del ponte.
- Ponte ferroviario Zelenodol'skij (in russo Зеленодольский железнодорожный мост?), ponte ferroviario sul fiume Volga inaugurato nel 1913 e conosciuto anche come Ponte Romanovskij.
- Ponte ferroviario Finljandskij (in russo Финляндский железнодорожный мост?), ponte levatoio sul fiume Neva a San Pietroburgo inaugurato nel 1913.[9]
- Ponte Ul'janovskij (in russo Ульяновский мост?), ponte ferroviario sul fiume Volga presso Ul'janovsk realizzato tra il 1913 e il 1916, all'epoca il ponte ferroviario più lungo d'Europa.

## Attività scientifica e educativa
Durante la propria carriera Beleljubskij compì grandi sforzi per preparare altri specialisti nel campo nell'ingegneria ferroviaria. Oltre al ruolo di professore all'Istituto di ingegneria ferroviaria di San Pietroburgo tenne lezioni presso l'Istituto minerario, l'Istituto di ingegneria civile e l'Accademia russa di belle arti. Sponsorizzò iniziative a favore dell'istruzione tecnica femminile: fu tra i fondatori, nel 1904, della Società per fornire finanziamenti per l'istruzione tecnica femminile, che l'anno successivo portò alla nascita dei Corsi politecnici femminili di San Pietroburgo. Questi corsi potevano contare come insegnanti su alcuni dei più importanti ingegneri dell'epoca, tra cui lo stesso Beleljubskij.
Ha scritto numerose pubblicazioni sulla progettazione di ponti e a favore dell'uso del calcestruzzo per aumentare la lunghezza delle campate e il suo libro "Il corso di meccanica delle costruzioni" (in russo Курс строительной механики?), pubblicato la prima volta nel 1885, è stato per anni il testo di riferimento per gli studenti e per molti ingegneri.
Ai suoi studenti disse: "Voi siete i futuri ingegneri. Non vi è sorte più bella. Progetterete e costruirete ponti, manufatti realizzati per durare nei secoli. Cercate i design, le tecniche e i metodi di costruzioni migliori. Ma non dimenticate una cosa: dovete essere i maestri dei vostri progetti di costruzione. Non i proprietari, ma i maestri, perché costruite per lo stato e per le persone. Costruite diligentemente, con prudenza, con parsimonia e con fermezza. E in modo originale. Ogni tempo porta le sue utili novità, ogni ingegnere deve compiere un passo avanti nella sua pratica. In ogni caso, egli deve volerlo fare, altrimenti non è un ingegnere né un maestro del proprio lavoro."